# 蒂姆·黑尔维希
蒂姆·黑尔维希（德語：Tim Hellwig，1999年6月30日—），德国男子铁人三项运动员，2023年世界铁人三项混合接力锦标赛金牌得主、2024年夏季奥林匹克运动会混合接力金牌得主。